# Dromoi
Les dromoi (en grec: "chemins") sont les modes utilisés par certains genres musicaux grecs, notamment le rebetiko et ses dérivés.
Ils sont le plus souvent une adaptation des modes de la musique ottomane et arabe, les maqâm, dans le système tempéré occidental : bien que portant le même nom, ils ne comportent donc pas les micro-intervalles caractéristiques de leurs équivalents arabes ou turcs, bien que certains musiciens jouent parfois ces micro-intervalles sur les instruments le permettant (violon, outi, saz…) ou en en ajoutant des frettes supplémentaires (moria) aux instruments à frettes fixes.
On dénombre : Hijaz - Hijazkiar - Housseini - Huzam - Kartzigar - Kurdi - Neveseri - Nihavent - Piréotiko - Rast - Sabah - Segiah - Susinak - Tabahaniotikos - Tsiganikos - Oussak